# Безје (Сома)
Безје (фр. Baizieux) насеље је и општина у североисточној Француској у региону Пикардија, у департману Сома која припада префектури Амјен.
По подацима из 2011. године у општини је живело 204 становника, а густина насељености је износила 40,08 становника/km². Општина се простире на површини од 5,09 km². Налази се на средњој надморској висини од 107 метара (максималној 127 m, а минималној 61 m).

## Демографија
| 1962. | 1968. | 1975. | 1982. | 1990. | 1999. | 2011. |
| ----- | ----- | ----- | ----- | ----- | ----- | ----- |
| 162   | 172   | 172   | 155   | 183   | 215   | 204   |

График промене броја становника у току последњих година